# アンナ・ヴェルブリンスカ
アンナ・ヴェルブリンスカ （Anna Werblińska、1984年5月14日 - ）は、ポーランドの元バレーボール選手。元ポーランド代表。旧姓はバランスカ（Barańska）。

## 人物・プレースタイル
アウトサイドヒッターとしてはあまり身長はないものの、レシーブもこなし安定感がある。ジャンプサーブは強烈で欧州チャンピオンズリーグ2005-2006ではサーブ賞を受賞した。肩にはイルカのタトゥーが入っている。2010年6月19日、地元で結婚式をあげポーランドのサイトで話題になった。グヴァルディア・ヴロツワフでプレーするバレーボール選手のボグミワ・バランスカは、実妹である。

## クラブチームでの経歴
ヴェルブリンスカのスポーツにおける経歴は、シフィドニツァで始まる。1999年、当時第2リーグのポロニア・シフィドニツァを率いていたエリザベタ・ガシンスカのチームに参加し、同年、ポーランドジュニアリーグの銀メダルを獲得した。その後、このチームでは2年間プレーした。
2001年から2005年まではヴロツワフに移り、グヴァルディアでプレーした。当時の監督はヤツェック・グラボフスキで、その後ラファウ・ブウァシュチェクに代わった。2001/2002年と2002/2003年の両シーズンでは、ポーランドカップで2位（2001/2002年の優勝チームはピワ、2002/2003年はビエルスコ・ビャワ）の成績を修めた。同じチームで、ポーランドカデットリーグで1位、ポーランドジュニアリーグで3位の成績も残している。
2005年からは、2004/2005年のシーズンにポーランド女子バレーボールリーグ（以下、ポーランドリーグ）で優勝したヴィニアレ・カリシュに移籍した。2006/2007年のポーランドリーグにて優勝、そのシーズンの最優秀選手にもなった。ヴィニアレ・カリシュの選手としてバレーボール欧州チャンピオンズリーグにも出場し、また、ポーランドリーグで2007/2008年には3位を獲得した。
2008/2009年のポーランドリーグからは、ビエルスコ・ビァワでプレーしていた。2011年にムシニアンカ・ムシナに移籍し、2013年からはヘムニク・ポリツェでプレーしている。

## ナショナルチームでの経歴
ヴェルブリンスカは一度ならずポーランドユース・ジュニア代表選手としてプレーしている。2001年はヨーロッパジュニア選手権で銀メダルを獲得、世界ユース選手権では銅メダルを獲得した。2003年はヨーロッパジュニア選手権で金メダル、翌年世界ジュニア選手権では銅メダルを獲得した。
2006年、アンジェイ・ニェムチェク監督は、ヴェルブリンスカをポーランド代表チームに招集した。ポーランド代表シニア選手としてのデビュー戦は、5月26日の対アメリカ戦、6月2日、4日の対カナダ戦であった。モントルーバレーマスターズにも参加し日本とも対戦した。その時は得意のジャンプサーブで日本のレシーブを何度も乱した。
しかし、同年、日本で開催された世界選手権には、「健康上の理由」から出場しなかった。その後も代表チームへの参加を拒み続け、2007年秋のヨーロッパ選手権、さらに2008年の北京五輪にも出場しないと表明したところで、2007年9月2日、ポーランドバレーボール協会は、公式競技に出場するために必要なプロライセンスをヴェルブリンスカに与えないことを決定した。ただし、その約2ヵ月後協会は決定を見直し、「2008年北京五輪のための代表チームに参加すること」を条件にライセンスを発行することになった。
2009年のポーランドで開催されたヨーロッパ選手権では、銅メダルを獲得。トーナメントの前に、ポーランド代表チームの新しい主将に指名され、ポーランドチームを率いる立場にいる一人として、メダル獲得に貢献した。
2010年、ワールドグランプリ2010の予選ラウンドで2位、寧波で開催されたファイナルラウンド6位に大きく貢献した。同年10-11月に行われた世界選手権で攻守にわたりチームを牽引する活躍を見せた。

## その他の経歴
2009年のヨーロッパ選手権の期間中、ポーランドのインターネットポータルサイトのひとつ、ヴィルトゥアルナ・ポルスカがその余興として行った「ミスヨーロッパ選手権」にて、約10万票を集めて一位に選ばれた（2位は同じくポーランドの代表選手であるアグニェシュカ・ベドナレックで2万票獲得）。
2010年3月には、プレイボーイ誌（ポーランド語版）のヌードグラビアを飾った。同誌の表紙に登場した初めてのポーランドの女性スポーツ選手ということになる。

## 所属クラブ
- ポロニア･シフィドニツァ（1999-2001年）
- グヴァルディア・ヴロツワフ（2001-2005年）
- ヴィニアレ・カリシュ（2005-2008年）
- アルプロフ・ビェルスコ=ビャワ（2008-2011年）
- Bank BPS Muszynianka Fakro Muszyna（2011-2013年）
- Chemik Police（2013-2017年）

## 成績
- 2001: ヨーロッパユース選手権大会準優勝
- 2001: 世界ユース選手権大会三位
- 2002: ヨーロッパジュニア選手権大会優勝
- 2003: 世界ジュニア選手権大会三位
- 2005/2006: ポーランドリーグ三位
- 2006/2007: ポーランドリーグ優勝
- 2007: ポーランドカップ優勝
- 2007/2008: ポーランドリーグ三位
- 2008: 北京オリンピック出場
- 2009: ポーランドカップ優勝
- 2009: ヨーロッパ選手権大会三位
- 2010: ポーランドリーグ優勝

## 主な受賞
- 2001: ヨーロッパユース選手権大会最優秀アタッカー
- 2002: ヨーロッパジュニア選手権大会最優秀ブロッカー
- 2005/2006: シーズン最優秀選手
- 2006: スーパー･バレー誌[10]の投票で新人賞に選ばれる
- 2007: バレーボール欧州チャンピオンズリーグ、リーグラウンドにおけるサーブ賞
- 2008: バレーボール欧州チャンピオンズリーグ、リーグラウンドにおけるサーブ賞
- 2009: ポーランドカップ最終トーナメントにおけるMVP
- 2009: ピエモンテのトーナメントにおけるMVP
- 2009: スーパー･バレー誌の投票でベストウイングスパイカーに選ばれる
- 2010: ポーランド年間最優秀スポーツ選手投票で75人中9番目に選ばれる
- 2010: ポーランドリーグ最終トーナメントMVP